# Карлос Хуліо Аросемена Монрой
Карлос Хуліо Аросемена Монрой (ісп. Carlos Julio Arosemena Monroy‎‎‎‎; 24 серпня 1919 — 5 березня 2004) — еквадорський політик, віце-президент (1960–1961) і президент країни (1961–1963).

## Кар'єра
За часів його президентства мали місце дві невдалі спроби оголосити йому імпічмент. Був усунутий від влади в результаті військового перевороту 1963 року. Причиною тому стала критика на адресу уряду США й образа посла Сполучених Штатів в Еквадорі, Моріса Бернбаума.
Його підтримка революції Фіделя Кастро на Кубі спричинила тривалий конфлікт з Конгресом і військовиками.